# Четверг Октябрь Кристиан
Четверг Октябрь Кристиан (англ. Thursday October Christian; 14 октября 1790, Острова Питкэрн, Британские заморские территории — 21 апреля 1831, Папеэте, Заморские владения Франции) — сын Флетчера Кристиана, руководителя «мятежа на Баунти». Был первым сыном Кристиана и первым ребёнком, рождённым на острове Питкэрн от брака английского матроса и таитянки.

## Биография
Четверг Октябрь был первым из трёх детей Флетчера Кристиана и его жены-таитянки Маимити. Точно неизвестно, почему Флетчер назвал своего первого ребёнка именем дня и месяца вместо христианского имени. Среди предположений указывают на возможную дату его рождения в октябре 1790 года или дату, когда повстанцы открыли Питкэрн, — 25 октября 1789 года. Предполагая, что его имя означало день рождения, английские моряки называли его Пятница Октябрь, поскольку остров Питкэрн находился за международной линией перемены даты и, таким образом, календарь местных жителей имел ошибку на один день.
Первая встреча молодого человека с европейцами состоялась 17 сентября 1814 года, когда два английских фрегата остановились у острова Питкэрн. На борт одного из них поднялись два молодых человека — одним из них был Четверг Октябрь Кристиан. Он сообщил, что является сыном Флетчера Кристиана с мятежного корабля «Баунти». Хотя Четверг Октябрь был ребёнком от смешанного брака, в его облике легко узнавались английские черты лица и он свободно говорил на английском языке. К моменту, когда британские корабли подошли к острову, молодой человек был женат на вдове одного из умерших мятежников, бывшей значительно старше его. В следующем браке у Четверга Октября родилось семеро детей, последнего из которых он тоже назвал Четверг Октябрь (1820—1911).
Со временем Четверг Октябрь стал во главе колонии после смерти последнего из матросов «Баунти» Джона Адамса. Когда остров Питкэрн перешёл во владение Великобритании, возникли опасения, что на острове живёт гораздо больше людей, чем он может обеспечить продовольствием. В 1831 году правительство Великобритании переселило значительную часть жителей на остров Таити, на родину матери Четверга Октября, однако после переселения там вспыхнула эпидемия местных болезней, от которой умер каждый пятый переселенец с Питкэрна, и в их числе также и Четверг Октябрь Кристиан.